# Синдбад: Легенда семи морей
«Синдбад: Легенда семи морей» (англ. Sinbad: Legend of the Seven Seas) — компьютерный анимационный фильм производства DreamWorks Animation и дистрибьютора DreamWorks Pictures. В нём рассказывается об одном из многочисленных приключений известного арабского морехода Синдбада. Премьера в США состоялась 2 июля 2003 года, а в России — 21 августа того же года.

## Сюжет
Синдбад со своей командой решает украсть Книгу Мира и нападает на корабль, на борту которого она находится, по его предположениям. Лишь только захватив судно, он узнаёт, что капитаном этого корабля является его друг детства, греческий принц Протей, и не соглашается отдавать ценную реликвию без боя даже своему другу.
В сражение неожиданно вмешивается морское чудовище Цетус и одолеть его удаётся с большим трудом. Погружаясь в глубину океана, кальмар утаскивает за собой Синдбада. Там пират встречается с Эридой, богиней хаоса и разрушений. Она предлагает ему хорошее вознаграждение за Книгу. Синдбад заключает с ней сделку и прибывает в Сиракузы где он встречает красавицу Марину, невесту Протея, с которой тот обручился много лет назад по политическим мотивам.
Ночью Эрида в облике Синдбада проникает в башню и крадёт Книгу Мира, подбросив как раз тот кинжал, что был у Синдбада. Его арестовывают, а потом судят царь Димас и послы двенадцати городов. Они уверены, что это Синдбад украл Книгу Мира, и не верят ему, несмотря на его клятвенные заверения в своей невиновности. Синдбада собираются казнить, но тут приходит Протей. Он использует право замены, говоря, что верит своему другу детства, и просит Синдбада вернуть Книгу Мира.
В результате Синдбада отправляют в путешествие в Тартар, а Протей остаётся в заключении вместо него. Если через 10 дней Синдбад не вернётся вместе с Книгой, Протея казнят. Сначала Синдбад намеревается убежать, не желая бросать вызов коварной богине, но обнаруживает на корабле Марину, которая намерена лично проконтролировать его успех. В итоге мореход с неохотой отправляется в царство Эриды. По пути, не без активного участия Марины, Синдбад вынужден сражаться с посылаемыми Эридой ужасными монстрами: сиренами, которые чаруют моряков своим чудесным пением, и гигантской птицей Рух, созданной из льда и снега.
В процессе этих приключений Синдбад и Марина постепенно сближаются, из взаимной неприязни постепенно перейдя к влюблённости. Добравшись до Тартара, Синдбад и Марина узнают шокирующую правду: Эрида с самого начала поняла, что Протей поверит в невиновность Синдбада и займёт его место. Только вот она рассчитывала, что Синдбад скроется, и тогда Сиракузы останутся без нового царя и ввергнутся в невообразимый хаос. Однако Эрида учитывает теперешнее стремление Синдбада спасти друга и даёт клятву вернуть книгу, но в обмен на честный ответ на вопрос: если Синдбад не вернёт книгу, он убежит с Мариной или вернётся принять смерть? Ради Марины он отвечает, что вернётся. Эрида решает, что он врёт, и не отдаёт книгу, возвращая Синдбада и Марину в мир живых с пустыми руками.
Приняв признание Марины в любви, Синдбад возвращается в Сиракузы, чтобы принять смерть, но в момент казни неожиданно появляется разъярённая Эрида, неспособная пойти против данной Синдбаду клятвы честности. Он осознаёт, что и в самом деле не соврал богине во время испытания, и напоминает ей о клятве. После этого Эрида неохотно, но покорно возвращает книгу и исчезает. В конце фильма Синдбад и его команда отправляются в новое странствие, и к ним присоединяется Марина, которую отпустил Протей.

## В ролях
| Действующее лицо    | Исполнитель       | Главный аниматор            |
| ------------------- | ----------------- | --------------------------- |
| Синдбад             | Брэд Питт         | Джеймс Бакстер, Саймон Отто |
| Марина              | Кэтрин Зета-Джонс | Уильям Салазар              |
| Эрида               | Мишель Пфайффер   | Дэн Уогнер                  |
| Протей              | Джозеф Файнс      | Родольф Гвеноден            |
| Кэйл                | Деннис Хэйсберт   | Брюс Феррис                 |
| Царь Димас          | Тимоти Уэст       | Фабио Линьини               |
| Крыса               | Адриано Джаннини  | Стив Хоррокс                |
| Джин                | Раман Хюи         | Саймон Отто                 |
| Ли                  | Чун Чань          | Саймон Отто                 |
| Лука                | Джим Каммингс     |                             |
| Джед                | Конрад Вернон     |                             |
| Грам/Чам            | Эндрю Бёрч        |                             |
| Привратник на башне | Крис Миллер       |                             |